# Tâmiris
Tâmiris ou Tâmaris (do grego antigo Θάμυρις, Thámyris), na mitologia grega, foi um músico, filho de Filamon (Philammon) e namorado de Jacinto.
Seu pai, Filamon, foi também músico, o segundo vencedor na prova dos Jogos Píticos que consistia em cantar hinos aos deuses; o primeiro vencedor foi o cretense Crisótemis, filho de Carmanor. Filamon era filho de Apolo com Quíone, filha de Dedalion (ou, segundo alguns poetas, Philonis, filha de Dedalion) e sobrinha de Ceix; quando ela fez catorze anos, foi violentada por Hermes e por Febo (Apolo), o primeiro durante o dia, depois de tê-la feito dormir, e o segundo à noite. Autólico foi o filho de Hermes e Quíone. Uma outra versão de Higino lista Filamon como filho de Apolo e Leuconoe, filha de Lúcifer.
Tâmiris era filho da ninfa Argíope com Filamon.  Argíope morava no Parnaso, e se estabeleceu entre os odrísios, mas Filamon se recusou a recebê-la em casa quando ela ficou grávida. Por causa disso, Tâmiris era chamado de odrísio e trácio.
Ele foi um discípulos de Lino, sendo um dos três mais famosos de seus alunos, os outros sendo Héracles e Orfeu. Foi ele quem acrescentou, à lira, a sua sétima corda.
Tâmiris se apaixou por Jacinto, filho da musa Clio e de Piero, filho de Magnes, no primeiro caso de homossexualidade entre mortais da mitologia.
Tâmiris foi o terceiro vencedor da prova de canto nos Jogos Píticos. Ele ganhou notoriedade por volta do ano 1247 a.C., segundo Jerônimo de Estridão.
Ele disse que cantava melhor que as Musas, e perdeu a visão por causa disso. A opinião de Pausânias foi que ele perdeu a visão por doença, assim como Homero, porém Homero continuou compondo poesias, mas Tâmiris desistiu da arte por causa deste problema. Ele jogou sua lira no Rio Balyra, que passou a ter este nome (derivado de ballein) depois disso.
De acordo com Diodoro Sículo, ele se gabou que tinha uma voz mais bela que as Musas, e elas tomaram dele o dom da música e o mutilaram.
Uma pintura de Polignoto, exposta em Delos, mostrava Tâmiris, após ter ficado cego, ao lado de Pélias, em desgraça total, com cabelo e barbas longas, e uma lira quebrada aos seus pés.